# Úporek
Úporek (Kickxia) je rod plazivých nebo poléhavých rostlin z čeledi jitrocelovitých, před nástupu molekulární systematiky (systém APG) byl součásti čeledi krtičníkovitých. Tvoří jej asi 13 druhů a dva z nich rostou i v přírodě České republiky.

## Výskyt
Druhy rodu úporek pocházejí z Evropy a Asie, některé z nich jsou hojně rozšířeny ve všech světadílech. Rostou mimo Evropu a Asii také v Severní Americe, Africe, i v Austrálii. Nejlépe se jim daří na teplých a slunných místech s výživnou písčitou nebo hlinitou půdou.

## Popis
Jednoleté, světle šedé byliny rostoucí z tenkého, málo větveného kořene. Lodyhy jsou od báze do široka větvené, poléhavé, vystoupavé až popínavé, lysé nebo chlupaté a porostlé listy s krátkými řapíky. Listy jsou celokrajné nebo i zubaté, oboustranně chlupaté, vejčité až okrouhlé, ve spodní části lodyhy vyrůstají vstřícně, výše střídavě a v horní části bývají jednořadé.
Nepravidelné, oboupohlavné květy rostou na stopkách jednotlivě z úžlabí listů nebo jsou řidčeji agregovány v květenstvích hroznech. Hluboce vykrajovaný kalich je pětidílný, šklebivá koruna má horní pysk tvořen dvěma laloky a spodní třemi, korunní trubka s částečně uzavřeným ústím je s ostruhou. V květu jsou čtyři dvoumocné tyčinky se zelenobílými nitkami a fialovými prašníky, dvoudílný semeník s prstencovým nektariem a čnělka s hlavičkovitou bliznou. Květy jsou opylovány entomogamně.
Plody jsou dvoudílné, vejčité až kulovité, asi 4 mm velké tobolky otvírající se víčkem. Obsahují až 50 semen s endospermem, která klíčí po různě dlouhé dormanci. Rostliny rodu úporek se rozmnožují pouze semeny.

## Význam
Tyto drobné rostliny jsou obvykle považované za polní plevel, nejrozšířenější z nich jsou úporek hrálovitý a úporek pochybný.

## Taxonomie
Mezi nejznámější patří druhy:
- úporek hrálovitý (Kickxia elatine (L.) Dumort.)
- úporek pochybný (Kickxia spuria (L.) Dumort.)
- úporek proměnlivý (Kickxia commutata (Bernh. ex Rchb.) Fritsch)
- úporek prutnatý (Kickxia scoparia (Brouss. ex Spreng.) Kunk. & Sund.)
- úporek různolistý (Kickxia heterophylla (Schousb.) Dandy).[6]